# 威廉·卡吉尔 (1813年)
威廉·沃尔特·卡吉尔（英語：William Walter Cargill；1813年12月31日—1894年5月23日），英国保守党政客、银行家。

## 生平

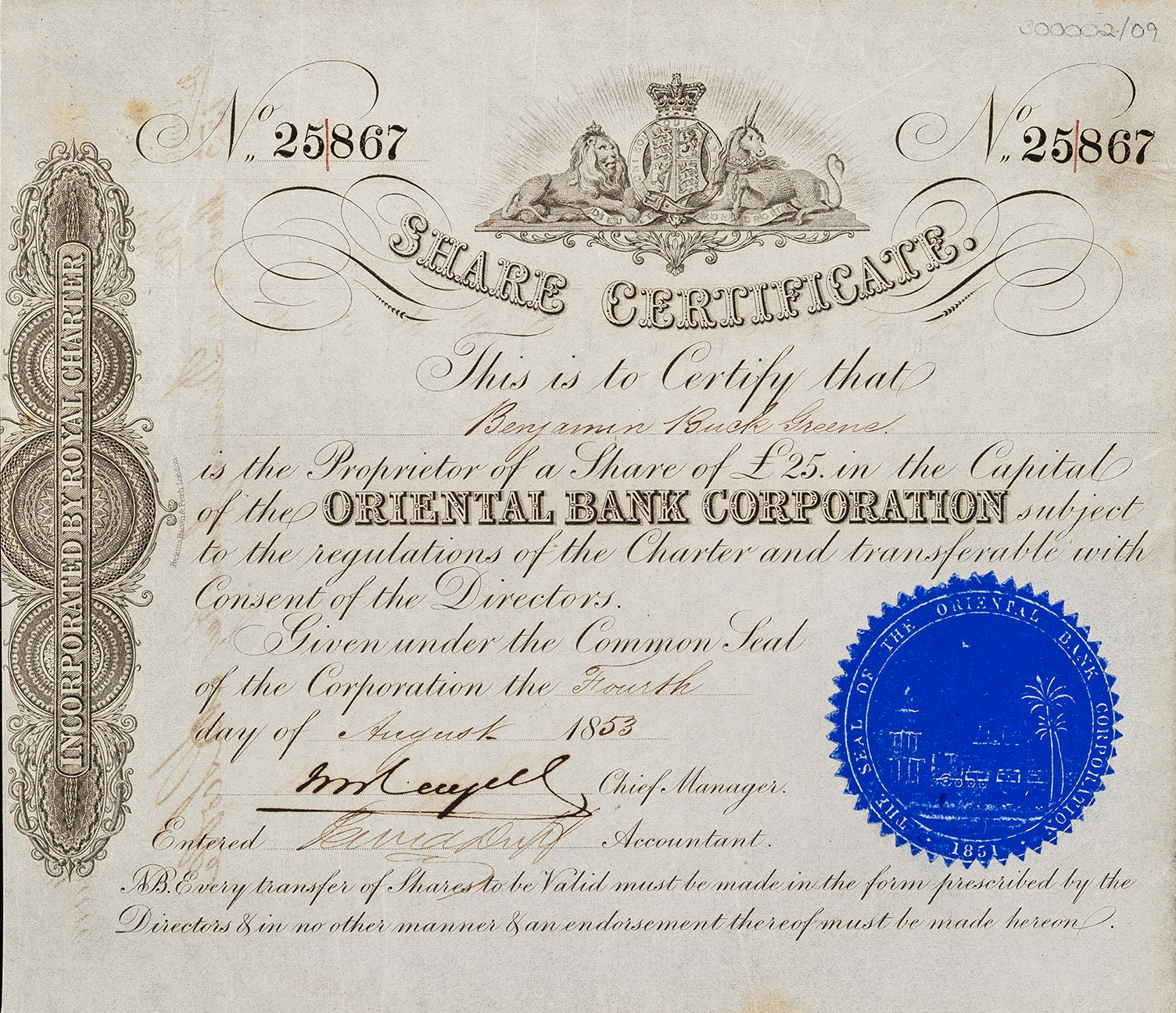
卡吉尔签发的东方银行股票

1813年12月31日，威廉·卡吉尔出生于西班牙巴斯克地區比斯開省首府毕尔巴鄂的毕尔巴鄂教区，父亲威廉·卡吉尔是蘇格蘭爱丁堡人，当时是随军到西班牙参加半岛战争的英军上尉。卡吉尔上尉与玛丽·安·耶茨于1813年4月18日刚刚在葡萄牙波爾圖结婚，威廉·卡吉尔是他们的长子，与卡吉尔上尉同名。卡吉尔上尉后来成为新西兰奥塔哥殖民地的创始人。
1842年6月24日，卡吉尔辞去了东印度公司孟买银行财务主管职务，应西印度银行董事会的邀请，出任该银行财务主管。1842年7月，西印度银行在孟买成立，由英国和印度两国商人合资。西印度银行在他的领导下不断拓展业务，直至成为著名的东方银行。1860年初，正值东方银行鼎盛时期，卡吉尔退休。
1863年6月，卡吉尔在第18界英国下议院议员补选中以328票对310票的18票优势获胜，当选为代表特威德河畔貝里克選區的议员。1881年，卡吉尔住在英国米德尔塞克斯的肯辛顿。1884年5月3日，东方银行因周轉不靈而宣佈破產，最終清盤結業。1884年9月，在卡吉尔的推动下，成立新东方银行，卡吉尔任董事会主席。1891年住在英国伦敦的肯辛顿。1892年，新东方银行因外汇投机失败宣告停业。
1894年5月23日，卡吉尔在法国巴黎塞纳河畔去世，享年80岁，葬于英国伦敦肯辛顿-切尔西皇家自治市的布朗普顿公墓。

## 家庭
1847年9月29日，威廉·卡吉尔与海伦·费舍尔在英国苏格兰珀斯郡珀斯结婚，他们育有至少2个儿子和7个女儿。

## 备注
1. ↑  也称東藩匯理銀行、金寶銀行、丽如银行、东洋银行等